# Bodolyabér
Bodolyabér község Baranya vármegyében, a Komlói járásban.

## Fekvése
A Mecsek hegység északi részén, Sásdtól délre, Komlótól nyugati irányban helyezkedik el. Közigazgatási területének északi részeit érinti a 66-os főút és az Oroszló-Szentlőrinc közti 6601-es út is, de központján csak a Magyarszék-Kishajmás közti 6602-es út halad végig.
Vasúton a Dombóvár–Komló-vasútvonalon közelíthető meg, amelynek egy megállási pontja van itt, Bodolyabér megállóhely.

## Története
Bodolyabér két település; Kisbodolya és Egyházasbér egyesülésével jött létre 1950-ben. Kisbodolya és Egyházasbér nevét egyaránt 1332-ben említették először az oklevelek. A települések lélekszáma a török idők után indult növekedésnek.

## Közélete

### Polgármesterei
- 1990–1994: Dobai Gyuláné (független)[3]
- 1994–1998: Böröcz Tibor (független)[4]
- 1998–2002: Böröcz Tibor (független)[5]
- 2002–2006: Böröcz Tibor György (független)[6]
- 2006–2010: Böröcz Tibor (független)[7]
- 2010–2014: Böröcz Tibor (független)[8]
- 2014–2019: Pataki Sándorné (független)[9]
- 2019–2024: Pataki Sándorné (független)[10]
- 2024– : Horváth Zoltánné (független)[1]

## Népesség
A település népességének változása:
| Lakosok száma | 237  | 237  | 206  | 199  | 210  | 190  | 193  | 186  |
|               | 2013 | 2014 | 2015 | 2019 | 2021 | 2022 | 2023 | 2024 |

Az 1990-es népszámláláskor 318, 2001-ben 308, 2008 január 1-jén pedig 246 lakosa volt.
A 2011-es népszámlálás során a lakosok 86,8%-a magyarnak, 30,2% cigánynak, 1,7% németnek mondta magát (11,1% nem nyilatkozott; a kettős identitások miatt a végösszeg nagyobb lehet 100%-nál). A vallási megoszlás a következő volt: római katolikus 64,3%, református 0,9%, evangélikus 1,3%, felekezeten kívüli 14% (19,6% nem nyilatkozott).
2022-ben a lakosság 86,8%-a vallotta magát magyarnak, 23,7% cigánynak, 1,1% bolgárnak, 0,5-0,5% görögnek, németnek, románnak és szlováknak, 4,7% egyéb, nem hazai nemzetiségűnek (10% nem nyilatkozott; a kettős identitások miatt a végösszeg nagyobb lehet 100%-nál). Vallásuk szerint 36,8% volt római katolikus, 1,1% református, 0,5% evangélikus, 1,1% egyéb keresztény, 1,1% egyéb katolikus, 7,4% felekezeten kívüli (52,1% nem válaszolt).

## Nevezetességei
- Harangláb